# Mark Fotheringham
Mark McKay Fotheringham est un footballeur écossais né le 22 octobre 1983 à Dundee. Il évolue au poste de milieu de terrain.
Il a été le capitaine de Norwich City du 4 décembre 2007 jusqu'en mars 2009.

## Palmarès
- Champion d'Écosse en 2000 et 2001 avec le Celtic Glasgow